# Peromyscus mexicanus
El ratón silvestre mexicano (Peromyscus mexicanus) es una especie de roedor de la familia Cricetidae, nativa de América central y  México.

## Distribución
Su área de distribución incluye México, Guatemala, El Salvador, Honduras, Nicaragua, Costa Rica y Panamá. Su rango altitudinal oscila entre zonas bajas y 3000 m s. n. m.

## Conservación
Aunque no se trata de una especie amenazada, se ha visto que puede ser un buen bioindicador para testar la eficacia de estrategias de conservación llevadas a cabo en Reservas de la Biosfera.